# George Lowe
George Edward Lowe (Dunedin, 10 novembre 1957 – Lakeland, 2 marzo 2025) è stato un doppiatore e comico statunitense. Era noto soprattutto per aver doppiato il supereroe Space Ghost nella serie animata Space Ghost Coast to Coast e nel suo spin-off Cartoon Planet. Continuò a doppiare Space Ghost in diversi altri programmi per diversi anni, anche dopo la conclusione della serie principale. George Lowe fece diverse apparizioni in Aqua Teen Hunger Force e Robot Chicken.

## Biografia
George Edward Lowe nacque nel 1958 a Dunedin, in Florida, e crebbe nella vicina cittadina di Brooksville. All'età di 15 anni ottenne il suo primo lavoro radiofonico nella stazione locale WWJB. Si diplomò alla Hernando High School nel 1975 e frequentò il Radio Engineering Institute del Sarasota e il Pasco-Hernando Community College.
Verso la fine degli anni 80 Lowe fu occasionalmente voice-over per la rete televisiva TBS, oltre  per Cartoon Network a metà degli anni 90. La carriera di Lowe come doppiatore però iniziò ufficialmente nel 1994 con la trasmissione di Space Ghost Coast to Coast, in cui egli recitò il ruolo principale di Space Ghost. 
Lowe interpretò talmente tante volte la voce di Space Ghost superando persino Gary Owens e Andy Merrill, i primi doppiatori del supereroe. Oltre a Space Ghost Coast to Coast e al suo programma spin-off Cartoon Planet, Lowe fece diversi camei vocali in Aqua Teen Hunger Force Colon Movie Film for Theaters, The Brak Show, Robot Chicken, Perfect Hair Forever e altre serie di Adult Swim.

## Filmografia

### Doppiatore
- In che mondo stai Beetlejuice? – serie animata, episodio 4x49 (1991)
- Space Ghost Coast to Coast – serie animata, 111 episodi (1993-2008)
- Benvenuti a Radioland – film (1994)
- Cartoon Planet – serie animata, 16 episodi (1997-1998)
- How Zorak Stole X-Mas – videogioco (1998)
- Celebrity Deathmatch – videogioco (2000)
- Brak Presents the Brak Show Starring Brak – speciale, episodi 1x1-1x2 (2000)
- The Brak Show – serie animata, 29 episodi (2000-2003)
- The Grinch – videogioco (2000)
- Sealab 2021 – serie animata, episodio 1x9 (2001)
- Aqua Teen Hunger Force – serie animata, 13 episodi (2002-2015)
- Anime Talk Show – speciale televisivo (2004)
- Perfect Hair Forever – serie animata, 9 episodi (2004-2014)
- Robot Chicken – serie animata, 11 episodi (2006-2020)
- Aqua Teen Hunger Force Colon Movie Film for Theaters – film (2007)
- Assy McGee – serie animata, 3 episodi (2008)
- Squidbillies – serie animata, episodi 4x4-5x3 (2009-2010)
- Cartoon Network: Pugni a volontà – videogioco (2011)
- The B.S. of A. with Brian Sack – serie televisiva (2011)
- Outlook Not So Good – corto televisivo (2014)
- Cartoon Superheroes Abridged – serie animata, episodio 1x3 (2015)
- American Dad! – serie animata, episodi 14x18 (2017)
- Liberty: Vigilance – serie televisiva, episodio 1x1 (2018)
- 12 oz. Mouse – serie animata, episodio 3x1 (2020)
- AquaDonk Side Pieces – serie animata, 1 episodio (2022)
- Jellystone - serie animata, 2 episodi (2024-2025)

## Doppiatori italiani
Da doppiatore è sostituito da:
- Oliviero Dinelli in Il diario di Jack
- Nanni Baldini in Robot Chicken (Padre di Billy, Tron, Unicorno parlante)
- Oreste Baldini in Robot Chicken (Mr. Big, Unicorno parlante)
- Roberto Certomà in Aqua Teen Hunger Force (Rocket Horse)